# Data General Eclipse MV
De Data General Eclipse MV was een serie 32-bit minicomputers die ontworpen, gefabriceerd en verkocht werd door het Amerikaanse bedrijf Data General. Het was een 32-bits uitbreiding van de bestaande Eclipse-serie.

## Geschiedenis
In 1976 lanceerde Data General het "Fountainhead Project" om een 32-bits minicomputer te ontwikkelen als reactie op de nakende VAX-serie, de eerste 32-bits "supermini" van concurrent DEC. De ontwikkeling gebeurde op een afgezonderde plaats, zodat zelfs Data General-werknemers er niets van zouden weten. De ontwikkelaars kregen de vrije hand over het ontwerp en selecteerden een systeem dat een aanpasbare instructieset gebruikte. Het idee was dat de instructiesetarchitectuur (ISA) niet vaststond, programma's konden hun eigen ISA schrijven en deze als microcode uploaden naar de beschrijfbare besturingsopslag van de processor. Hierdoor kon de ISA worden afgestemd op de programma's die werden uitgevoerd. Zo kon men bijvoorbeeld een ISA uploaden die was afgestemd op COBOL als de werklast van het bedrijf een aanzienlijk aantal COBOL-programma's omvatte. Toen de VAX-11/780 van DEC in februari 1978 op de markt kwam, was Fountainhead echter nog lang niet klaar om een machine te leveren, voornamelijk vanwege problemen met projectmanagement.
In het voorjaar van 1978, met Fountainhead hopeloos in de problemen, werd een geheim project gestart door een team onder leiding van Tom West om een alternatief 32-bits systeem te ontwikkelen, dat bekendstond als "Eagle". Eagle was een eenvoudige 32-bits uitbreiding van de bestaande Eclipse. Het was achterwaarts compatibel met 16-bits Eclipse-applicaties en gebruikte dezelfde command-line-interface (CLI), maar bood verbeterde 32-bits prestaties ten opzichte van de VAX-11/780 terwijl er minder componenten werden gebruikt.
Eind 1979 werd het duidelijk dat Eagle eerder resultaat zou opleveren dan Fountainhead, wat een intense strijd binnen het bedrijf ontketende om de voortdurend krimpende projectfondsen. Ondertussen keerden klanten massaal Data General de rug toe, niet alleen vanwege de voortdurende leveringsproblemen met de originele Eclipse, maar ook door de kracht en veelzijdigheid van DEC's nieuwe VAX-lijn. Uiteindelijk werd Fountainhead geannuleerd en werd Eagle de nieuwe MV-serie. Het eerste model, de Data General Eclipse MV/8000, werd aangekondigd in april 1980.
De MV-serie zorgde voor een bijna miraculeuze heropstanding van Data General. Begin jaren tachtig stegen de verkopen en in 1984 draaide het bedrijf een jaarlijkse omzet van meer dan een miljard dollar.  De MV-serie werd begin jaren negentig geleidelijk afgebouwd toen Data General de focus verlegde naar de AViiON-serverlijn.
Achteraf gezien kwam de goed presterende MV-serie te laat. In een tijd dat Data General nog steeds zwaar investeerde in het stervende minicomputersegment, kende de microcomputer een snelle opmars in het lagere marktsegment. De introductie van de eerste werkstations betekende uiteindelijk de doodsteek voor alle 16-bits machines, ooit Data General's beste klantensegment. Hoewel de MV-serie erin geslaagd was om het vertrek van klanten een halt toe te roepen, was het resterende klantenbestand niet langer groot genoeg om Data General in staat te stellen een volgende generatie processors te ontwikkelen.

## Modellen
Het eerste model in de MV-serie was de MV/8000 uit 1980. Daarna volgde er nog verschillende iteraties met onder andere de kleine MV/2000 (later MV/2500) en MV/4000, de mid-range MV/10000, MV/15000, MV/20000, MV/30000 en de high-end MV/40000 en MV/60000HA minicomputer. De latere modellen, zoals de MV/40000, waren SMP-systemen.
De MV/60000HA was bedoeld als een High Availability-systeem, met veel gedupliceerde componenten om het single point of failure te elimineren. Toch waren er storingen in de vele printplaten, backplane en midplane van het systeem. Data General-technici waren druk in de weer met het vervangen van borden en velen gaven de slechte kwaliteitscontrole in de Data General-fabriek in Mexico, waar ze werden gemaakt en opgeknapt, de schuld.

## Besturingssystemen
Het besturingssysteem voor de MV-serie was AOS/VS, een 32-bit besturingssysteem met multiuser ondersteuning en demand paging virtueel geheugen. AOS/VS hanteerde het concept van lichtgewicht "taken" en processen. Een enkel proces kon verschillende taken starten die allemaal dezelfde adresruimte zouden delen, vergelijkbaar met moderne threads. Taken waren heel eenvoudig te gebruiken vanuit de FORTRAN-compiler van Data General en maakten snellere contextwisseling mogelijk dan volledige processen. Men kon ook subtaken starten met behulp van het zogenaamde "Son"-batchproces. Dit werd gedaan met behulp van de CLI (Command Line Interpreter). Het resulteerde in een de facto online batchproces. Dit proces zou echter worden beëindigd zodra de gebruiker zich zou afmelden. De MV/8000 had slechts twee echte batchprocessen, om de onlineprocessen niet te hinderen. Het pluspunt van de onlinebatches was dat ze met dezelfde prioriteit draaiden als de normale onlineprocessen.
In 1988 werd AOS/VS II geïntroduceerd met enkele nieuwigheden, zoals een nieuw bestandssysteem met ACL-groepen en een volledige TCP/IP-stack.
Data General bracht in 1985 ook een Unix-variant uit voor de MV-serie: DG/UX was een aangepaste versie van Unix System V met invloeden van 4.1BSD.

## Trivia
De ontwikkeling van de Data General Eclipse MV/8000 en de mensen die eraan werkten, vormde het onderwerp van het boek The Soul of a New Machine van Tracy Kidder uit 1981. Het boek won in 1982 de Pulitzerprijs voor beste non-fictie.